# Sali Berisha
Sali Berisha (Vicidol, Tropojë, 15. listopada 1944.), predsjednik Vlade Republike Albanije od 2005. godine. Predsjednik je Demokratske stranke Albanije.
Napustio je svoju karijeru kao kardiolog i sveučilišni profesor nakon što je postao vođa Demokratske stranke 1990. Bio je predsjednik
Albanije od 1992. do 1997. Od 1997. do 2005. na vlasti je bila Socijalistička stranka, a on je ostao u oporbi. 2005. Demokratska stranka Albanije je osvojila parlamentarne izbore i on je postao albanski premijer.